# Font del Pasterot
La Font del Pasterot és una font del terme municipal de Sant Esteve de la Sarga, del Pallars Jussà, dins del territori del poble d'Alsamora.
Està situada a 1.020 m d'altitud, a llevant d'Alsamora, al sud-oest del Coll de Fabregada. Queda a prop de la pista que des del Coll de Fabregada puja cap al Coll d'Ares, que, antigament, era la via principal de comunicació dels Pallars amb el pla de Lleida.